# Gabriel Fahrenheit
Pour les articles homonymes, voir Gabriel et Fahrenheit (homonymie).
Gabriel Fahrenheit (/ˈfaːʁənhaɪt/), né le 24 mai 1686 à Dantzig (Pologne-Lituanie) et mort le 16 septembre 1736 à La Haye (Pays-Bas), est un physicien allemand à l'origine de l'échelle de température qui porte son nom.

## Biographie

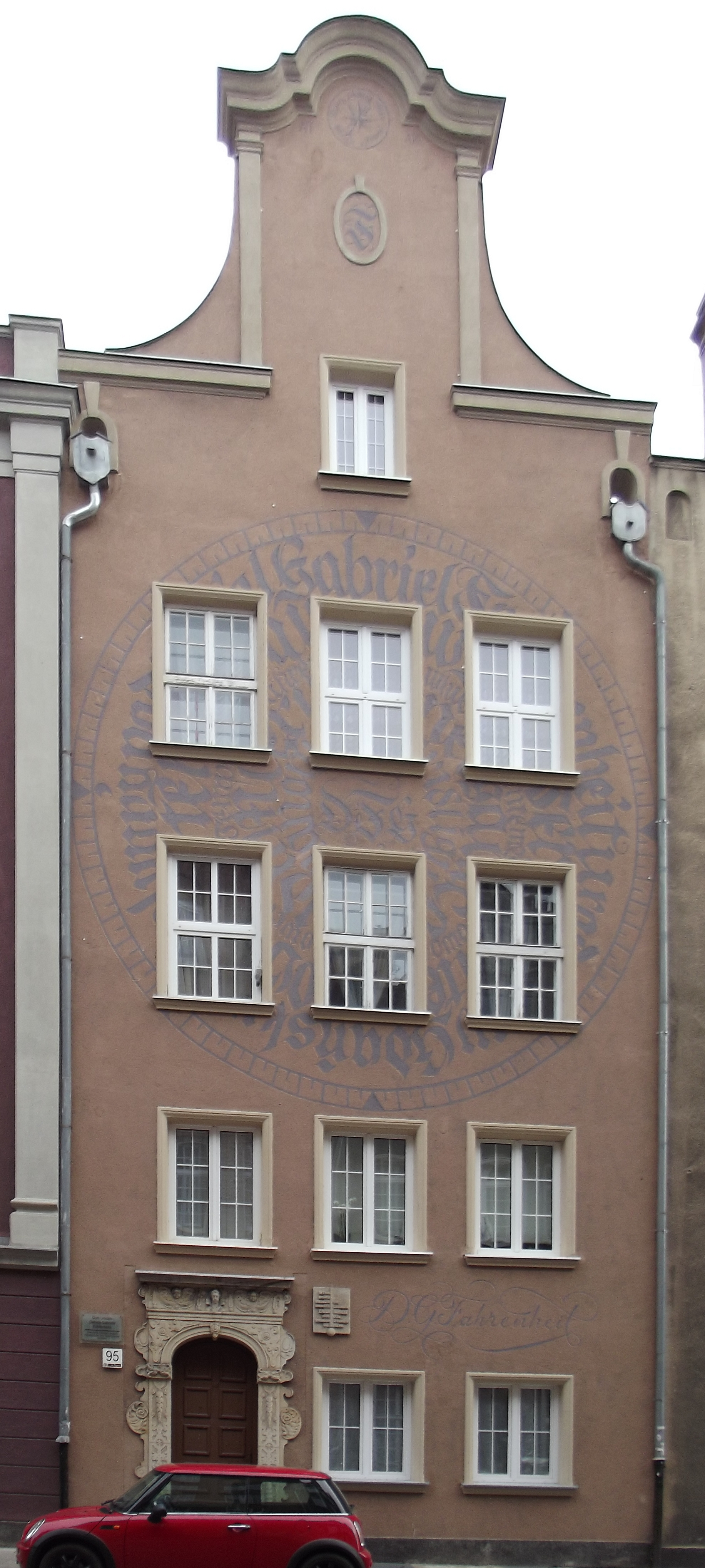
Maison natale de Fahrenheit à Gdańsk.

Gabriel Fahrenheit est né en 1686 dans ce qui était à l'époque la république des Deux Nations, de parents allemands. Son père était d'une famille de marchands de la Ligue hanséatique qui vécut dans de nombreuses de ses villes. Sa famille semble être originaire de Hildesheim selon les recherches historiques mais son arrière-grand-père venait de Rostock. Son grand-père déménagea de Kneiphof, Königsberg, à Danzig en 1650 et son père, lui aussi nommé Daniel, se maria à Concordia Schumann, la fille d'un homme d'affaires très connu de la ville. Ils eurent cinq enfants dont Gabriel Daniel était l'aîné.
À 15 ans, Fahrenheit perd ses parents, morts accidentellement le 14 août 1701 à la suite de l'ingestion de champignons vénéneux. Pendant que ses quatre frères et sœurs sont placés dans des familles d’accueil, il débute comme apprenti chez un marchand de Danzig qui l'envoie à Amsterdam. En 1704, il commence à se passionner pour les sciences naturelles et découvre les thermomètres florentins. Son intention est de fabriquer des appareils de physique et de les commercialiser mais l’expérimentation le détourne graduellement vers une vie scientifique. Quand son patron apprend finalement que Fahrenheit néglige son apprentissage, il menace de le faire arrêter.
À la demande des autorités de Danzig, il doit être embarqué sur un navire de la Compagnie néerlandaise des Indes orientales mais s'enfuit et se rend à Berlin, Halle, Leipzig, Dresde, Copenhague et dans sa ville natale. Il rencontre alors plusieurs personnalités durant ce périple dont : Ole Rømer qui construit un thermomètre à éthanol en 1702, Christian Wolff et Gottfried Wilhelm Leibniz. Il ne retourne en Hollande qu'à l'âge de sa majorité, soit à vingt-quatre ans.
En 1709, Fahrenheit reprend la méthode de Rømer du thermomètre à alcool dont l'étalonnage utilise deux points fixes : la température de fusion de la glace et celle du corps humain. En 1714, il devient souffleur de verre et fabrique des instruments de météorologie : baromètres, altimètres et thermomètres. En 1715, il correspond, et se lie d'amitié, avec Nicolas Leyde à propos de l’utilisation d’une horloge permettant de déterminer la longitude en mer, un problème très important pour la navigation maritime qui est l’objet d’un concours organisé par l‘amirauté britannique.
Il s'installe à La Haye (Provinces-Unies) en 1717 pour le reste de sa vie mais donne aussi des cours de chimie à Amsterdam à partir de 1718. En 1721, Fahrenheit découvre les écrits sur les mathématiques et l'expérimentation de Willem Jacob 's Gravesande, dont il devient l'ami. Ils fabriqueront ensemble un héliostat à l’aide de miroirs, un appareil pour suivre la course du soleil. Il entretient également une importante correspondance avec plusieurs autres scientifiques de l'époque. Il développe le thermomètre à mercure qu'il décrit en 1724, ainsi que la méthode utilisée pour l'étalonner, dans « Philosophical Transactions » de la Royal Society de Londres. Il mentionne que le mercure a un coefficient de dilatation thermique plus important que celui de l’alcool, qu'il est facile à nettoyer et plus visible, mais surtout que son point d’ébullition est très élevé. Fahrenheit décrit également une échelle de température, l'échelle Fahrenheit (°F), qu'il a mise au point. Lors d'une visite en Angleterre la même année, il est élu Fellow (membre) de la Royal Society pour son travail.
Fahrenheit met aussi au point un hydromètre amélioré pour mesurer la masse volumique d'un liquide et un thermo-baromètre pour estimer la pression atmosphérique en utilisant la température d'ébullition de l'eau et un hygromètre. Peu de temps avant de mourir, il dépose un brevet sur une machine permettant de pomper l'eau des polders afin d'augmenter la superficie des terres cultivables.
Il ne se mariera jamais. Il meurt à La Haye en 1736. Il est enterré au cimetière du cloître de Kloosterkerk. Après sa mort, plusieurs fabricants produiront des thermomètres de Fahrenheit à mercure, appareil qui deviendra d'un usage courant.

## Échelle Fahrenheit
L'échelle de Fahrenheit était largement utilisée en Europe jusqu'à la Révolution française. Elle fut graduellement remplacée par l'échelle Celsius mais est encore souvent utilisée dans les pays anglo-saxons, principalement aux États-Unis, où elle est l'échelle officielle.
Gabriel Fahrenheit a décidé de définir son échelle par deux températures de référence :
- une température basse, qui sera la plus basse mesurée durant le rude hiver de 1708 à 1709 dans sa ville natale de Danzig. Plus tard, en laboratoire, il a atteint cette température lors de la solidification d’un mélange d’un volume égal de chlorure d’ammonium et d’eau ;
- une température haute, celle du sang du cheval.

Il divise d'abord cet intervalle en douze unités avant de se raviser et de subdiviser chacune de ces unités en huit degrés. La différence entre les deux températures de référence est dès lors fixée à 12 × 8, soit 96 degrés (°F). Il est à noter que Fahrenheit n’a jamais utilisé le point d'ébullition de l'eau comme point fixe haut, car celui-ci varie avec la pression atmosphérique.
Fahrenheit observa que, dans son échelle, l’eau gèle, à pression atmosphérique normale (1 013,25 hPa) à 32 degrés et bout à 212 degrés, soit une différence de 180 degrés. Pour obtenir une température en degrés Fahrenheit, on multiplie la température en degrés Celsius par 1,8 et on y ajoute 32.
Sa technique a permis de rendre comparables tous les thermomètres ; auparavant ils n’étaient pas étalonnés.

## Honneur
L'astéroïde (7536) Fahrenheit est nommé en son honneur.